# インヴェルソ・ピナスカ
インヴェルソ・ピナスカ（伊: Inverso Pinasca）は、イタリア共和国ピエモンテ州トリノ県にある、人口約700人の基礎自治体（コムーネ）。

## 地理

### 位置・広がり

#### 隣接コムーネ
隣接するコムーネは以下の通り。
- ペローザ・アルジェンティーナ
- ピナスカ
- ポマレット
- プラモッロ
- サン・ジェルマーノ・キゾーネ
- ヴィッラール・ペローザ